# Раумская улица
Ра́умская улица — улица, находящаяся в Колпинском районе Санкт-Петербурга. Граничит с Бульваром Трудящихся и улицей Веры Слуцкой.
Координаты улицы — 59.737686 с. ш, 30.58.59.20 в. д. Улица проложена горизонтально.
Код ОКАТО — 40277501000;
Код ОКТМО — 40342000000.
Дома: 1, 1 корпус. 2, 2 корпус. 2, 3, 5, 7, 7 корпус. 2, 9, 11, 11 корпус. 2, 13, 15, 17, 19.

## История
История улицы начинается с 1965 года, когда Колпинский райсовет отправил письмо в Финляндию, где портовому городу Рауме предложили установить побратимские связи с городом Колпино. После, в ответ на письмо состоялся дружеский визит двух городов. Города стали побратимами.
В 1969 году была установлена стела, на которой была написано «Колпино и Раума — города-побратимы».
Улица была названа Раумской в 1972 года.
После установления дружеских отношений с финским городом, дома на Раумской улице начали строиться по финским проектам.

## Здания и сооружения
- дом 3 — ГБДОУ детский сад № 52;
- дом 9 — школа № 404;
- дом 17 — ГБДОУ детский сад № 51.